# Hægelands kommun
Hægelands kommun (norska: Hægeland kommune) var en kommun i Vest-Agder fylke i södra Norge. Kommunen omfattade den norra delen av nuvarande Vennesla kommun (Hægelands socken). Tätorten Hægeland utgjorde kommunens centralort.

## Administrativ historik
Hægelands kommun upprättades den 1 juli 1896 när den dåvarande kommunen Øvrebø og Hægeland delades i två och de båda kommunerna Øvrebø respektive Hægeland bildades. Kommunen hade 843 invånare vid upprättandet.
Den 1 januari 1964 gick kommunen, tillsammans med huvuddelen av Øvrebø kommun, upp i Vennesla kommun. Kommunens hade då 849 invånare.